# Acraea onerata
Acraea onerata är en fjärilsart som beskrevs av Henry Trimen 1891. Acraea onerata ingår i släktet Acraea och familjen praktfjärilar. Inga underarter finns listade i Catalogue of Life.